# 氣旋黛比
强烈热带气旋黛比（英語：Severe Tropical Cyclone Debbie）为2017年南半球的一个热带气旋，是自2011年强烈热带气旋雅思以来澳大利亚地区最強烈的热带气旋，黛比在澳大利亚的风暴和洪水造成14人罹難，这也使得黛比成为1974年强烈热带气旋特雷西以来，影響澳大利亚造成罹難人数最多的气旋。。

## 氣象歷史
在2017年3月22日，一個低壓區在珊瑚海發展，所經海域的垂直風切較大，使該氣旋無法有效的發展，在對流的引導下，使該系統向西移動，澳大利亞氣象局將此系統升格為熱帶低氣壓，預計所經海域的環境會逐漸改善，隔天，所經海域的垂直風切減弱，攝氏29到30度的海面溫度及良好的流出通道，使得聯合颱風警報中心在24日發出熱帶氣旋形成警報，並在同日升格為熱帶性低氣壓，給予編號13P，由於所經海域的環境相當利於熱帶氣旋發展，登陸昆士兰前快速增強的可能性大，25日凌晨零時澳大利亞氣象局將該熱帶低氣壓升格為一級熱帶氣旋，命名為黛比。
澳大利亞氣象局在3月26日將黛比升格為2級熱帶氣旋，隨後黛比的發展停滯了一天後，便快速增強，澳大利亞氣象局將黛比從二級升至四級只需12小時，隨後在28日凌晨2時40分登錄於艾爾利海灘，登陸時中心最高持續風速為每小時195公里，登陸後黛比強度減弱，24小時內澳大利亞氣象局從四級降格至一級，並在數小時後降格為熱帶低氣壓，轉向西南移動，變性為溫帶氣旋並重回太平洋，最後在新西兰西北方近海消散。

## 防災措施

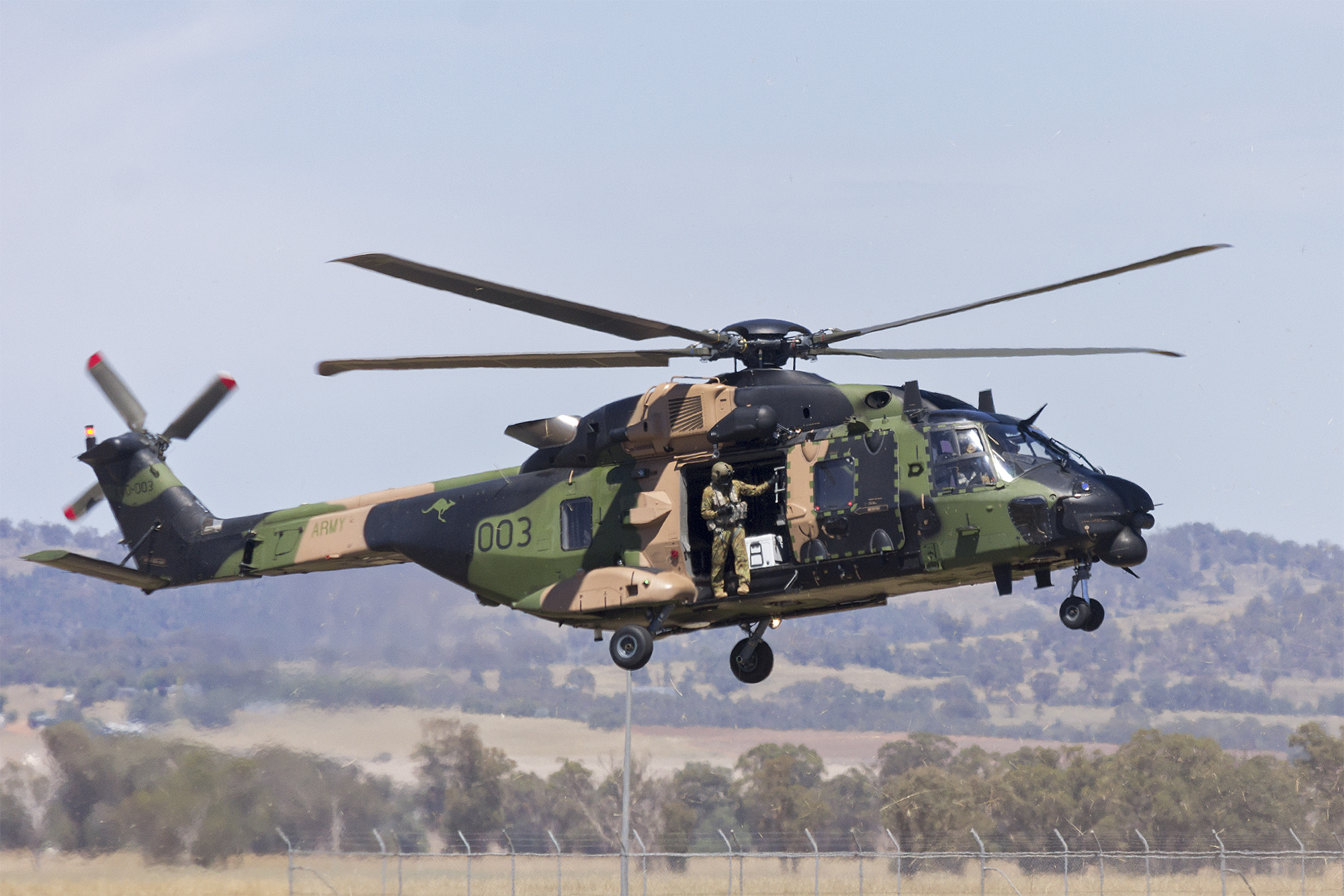
2015年MHR-90型直升機，類似HMAS Albatross，幫助昆士蘭州協助防災

大風暴潮導致部分地區的水位上升可能超過7米。，鮑恩、普拉瑟潘和埃爾利海灘的低窪地區被視為危險地帶，當地居民被迫撤離。3月27日晚，即登陸前12個小時，麥凱低窪地區的25,000名居民被迫撤離。，鮑恩地區約有五千五百人被迫撤離。在昆士蘭州，400多所學校和教育中心關閉， 在湯斯維爾機場，降靈島海岸機場 ，麥凱機場，大堡礁機場和莫蘭巴機場的所有航班於3月27日取消。昆士蘭鐵路在洛坎普頓和湯斯維爾之間停駛。北昆士蘭麥凱散貨站、阿博特波特和海波因特的港口關閉 。，因那達斯共有1000名應急人員和200多名工作人員被派到該地區，以協助埃爾貢能源的準備和善後行動。。
澳洲國防軍組成了聯合特遣部隊661，稱為“昆士蘭協助行動”（Operation Queensland Assist），提供航空醫療撤離，搜索和救援，道路清理，基本服務的恢復，緊急住宿以及如果需要的話。澳大利亞皇家海軍喬勒斯號登陸艦（L100）從悉尼到昆士蘭航行，以提供災後恢復。通常，將部署堪培拉艦和阿得雷德艦；然而，兩艘船的推進問題使其停靠在維修之中。三架NH90直升機部署到昆士蘭州。澳大利亞皇家空軍將運輸機在湯斯維爾，安伯利皇家空軍基地和達爾文皇家空軍基地待命。澳大利亞國防軍的資源預先部署是全國歷史上最大的天災前部署行動之一，部署了約1,200人。

### 媒體批評
有人批評商業電視媒體對氣旋的深入報導，包括許多記者的不安全行為。澳大利亞綠黨前副隊長亞當·賓德（ Adam Bandt ）受到保守黨聯邦能源部長的批評，表示新建煤電廠的建設將導致氣候變遷，從而增加極端天氣事件的強度，如氣旋黛比。

## 影響

### 昆士蘭州
黛比在抵達昆士蘭海岸前出乎預料轉向 ，在聖靈群島有些屋頂被強風吹掀，黛比經過漢密爾頓島時測得每小時191公里的最大持續風速，陣風達到每小時263公里，受到每小時100公里以上的影響時間超過24小時，當地沒有疏散居民，有63000個房屋受到停電影響，無數樹木被強風連根拔起，有些倒塌的樹木造成房屋毀損 。鮑恩災害最嚴重，大多數的房屋是在執行更嚴格的建筑法之前建造。在白日夢島有300名遊客受困，並缺乏物資 ，試圖撤離的居民因碼頭被摧毀而受困。
在3月27日，在普拉瑟潘附近因氣旋風暴影響而發生車禍，造成一人罹難兩人受傷 ，隔天當地因強風吹倒牆面，造成一名男子受傷。
昆士蘭大部分地區在48小時期間下1000毫米，超過當地平均年雨量的一半，馬凱大壩和麥德可瑞大壩水位滿溢，導致一些居民撤離，布魯斯高速公路湯斯維爾和麥凱之間被洪水淹沒，變性為溫帶氣旋後在南部釀災，特別是在洛根河和阿爾伯特河周圍，洪水淹沒基礎設施，導致英格拜有一名77歲男子因此罹難。
昆士蘭製糖行業損失估計達1.5億澳元，所有損失為24億澳元，共造成八人罹難。

### 新南威爾斯州

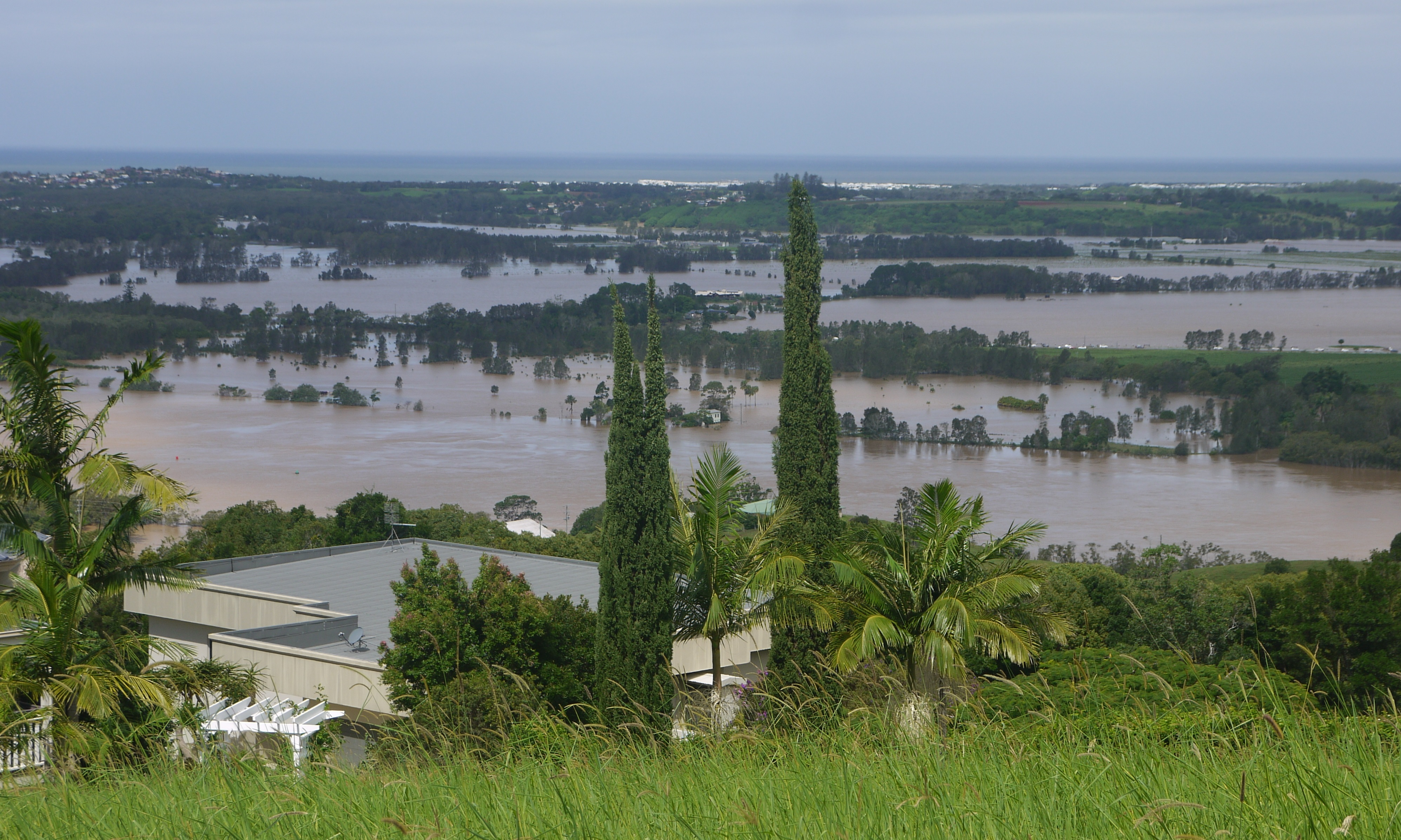
2017年4月1日特威德河氾濫

溫帶氣旋黛比繼續向南移動，並與新南威爾斯州北部海岸的冷鋒合併，引發了北海岸的大雨，導致特維德郡、利斯莫尔、拜倫灣、里士滿谷、基耶爾和巴利纳_新南威爾斯州地方政府地區的大洪水，在穆維倫巴南部的農村地區，一個女人在洪水中罹難，琴德拉地區的洪水導致而太平洋高速公路封閉。新南威爾斯州州長格拉迪斯·博利積奇莉安宣佈該區域為災區，而使居民能獲得救濟金。另有兩人在4月1日時已證實在洪水中罹難，一個在默威伦巴南部，一個在干久。
在4月3日證實一名母親和兩名孩子在特威德河墜入於洪水中罹難，黛比在新南威爾斯州共造成6人罹難。

### 紐西蘭
成為溫帶氣旋一周後，氣旋黛比的殘餘雲帶通過新西蘭 ，造成許多地區的洪水氾濫。普倫蒂灣大區的埃奇克姆鎮由於洪水而進行撤離，並宣布進入緊急狀態。

## 善後
昆士蘭州州長安娜斯塔西亞·帕拉施克承諾向澳大利亞紅十字會、救世軍、昆士蘭州聖文森特保羅協會以及澳大利亞聯合關懷協會提供100萬澳元的援助。